# Rona Nishliu
Rona Nishliu, née le 25 août 1986 à Mitrovica au Kosovo, est une chanteuse albanaise.

## Biographie
Elle quitte Mitrovica et le nord du Kosovo avec sa famille en 1999 durant la guerre du Kosovo, à l'âge de 13 ans pour s'installer à Pristina, la capitale.
En 2004, elle participe à la Nouvelle Star albanaise où elle arrive 5e. Le 29 décembre 2011, Rona Nishliu gagne la finale nationale albanaise et est choisie pour représenter l'Albanie au Concours Eurovision de la chanson 2012 à Bakou avec la chanson Suus. Elle termine 5e de la compétition avec 146 points.

## Discographie
- Flakaresha
- Të Lashë
- Shenja
- Eja
- Veriu
- A ka arsy (Ft.Bim Bimma)
- Shko pastro pas saj
- Zonja Vdeke
- Suus